# Magyarország a 2025-ös úszó-világbajnokságon
Magyarország a Szingapúrban megrendezésre került 2025-ös úszó-világbajnokság egyik részt vevő nemzete. Az ország a világbajnokságon 65 sportolóval képviseltette magát.

## Versenyzők száma
| Sportág, szakág  | Magyar résztvevő | Magyar résztvevő | Magyar résztvevő |
| Sportág, szakág  | Férfi            | Nő               | Össz.            |
| ---------------- | ---------------- | ---------------- | ---------------- |
| Úszás            | 12               | 11               | 23               |
| Nyílt vízi úszás | 2                | 3                | 5                |
| Szinkronúszás    | 0                | 11               | 11               |
| Vízilabda        | 15               | 15               | 30               |
| Összesen         | 27               | 38               | 65               |

1. ↑  Rasovszky Kristóf, Betlehem Dávid, Fábián Bettina és  Mihályvári-Farkas Viktória úszásban és nyílt vízi úszásban is indul.

## Érmesek
| Érem      | Versenyző | Versenyszám                  | Dátum        |
| --------- | --- | ---------------------------- | ------------ |
| Aranyérem | Kós Hubert | 200 m hát                    | augusztus 1. |
| Ezüstérem | Betlehem Dávid | Férfi kieséses sprint (3 km) | július 19.   |
| Ezüstérem | Magyar férfi vízilabda-válogatott Angyal Dániel Burián Gergely Csoma Kristóf Fekete Gergő Jansik Szilárd Kovács Péter Manhercz Krisztián Mizsei Márton Molnár Erik Nagy Ádám Nagy Ákos Vámos Márton Vigvári Vendel Vigvári Vince Vismeg Zsombor            | Férfi vízilabda              | július 24.   |
| Ezüstérem | Magyar női vízilabda-válogatott Dömsödi Dalma Faragó Kamilla Garda Krisztina Hajdú Kata Keszthelyi Rita Leimeter Dóra Neszmély Boglárka Peresztegi Nagy Kinga Rybanska Natasa Sümegi Nóra Szilágyi Dorottya Tiba Panna Torma Luca Varró Eszter Vályi Vanda | Női vízilabda                | július 23.   |
| Bronzérem | Fábián Bettina | Női kieséses sprint (3 km)   | július 19.   |
| Bronzérem | Fábián Bettina Mihályvári-Farkas Viktória Rasovszky Kristóf Betlehem Dávid | csapat nyílt vízi úszás      | július 20.   |
| Bronzérem | Kós Hubert | Férfi 200 m vegyes           | július 31.   |

## Úszás
Férfi
| Versenyző                                                               | Versenyszám     | Előfutam     | Előfutam     | Előfutam     | Elődöntő | Elődöntő | Elődöntő | Döntő    | Döntő     |
| Versenyző                                                               | Versenyszám     | Idő          | Hely.        | Össz.        | Idő      | Hely.    | Össz.    | Idő      | Helyezés  |
| ----------------------------------------------------------------------- | --------------- | ------------ | ------------ | ------------ | -------- | -------- | -------- | -------- | --------- |
| Betlehem Dávid                                                          | 800 m gyors     | 7:50,57      | 6.           | 10.          |          |          |          | kiesett  | kiesett   |
| Betlehem Dávid                                                          | 1500 m gyors    | 14:59,09     | 6.           | 10.          |          |          |          | kiesett  | kiesett   |
| Holló Balázs                                                            | 200 m gyors     | 1:48,09      | 3.           | 30.          | kiesett  | kiesett  | kiesett  | kiesett  | kiesett   |
| Holló Balázs                                                            | 400 m vegyes    | 4:13,88      | 4.           | 9.           |          |          |          | kiesett  | kiesett   |
| Jászó Ádám                                                              | 50 m hát        | 24,73        | 5.           | 9.           | 24,74    | 6.       | 12.      | kiesett  | kiesett   |
| Jászó Ádám                                                              | 100 m hát       | 53,78        | 5.           | 16.          | 53,62    | 8.       | 15.      | kiesett  | kiesett   |
| Kós Hubert                                                              | 50 m hát        | 24,62        | 3.           | 5.           | 24,50    | 4.       | 5.       | 24,62    | 8.        |
| Kós Hubert                                                              | 100 m hát       | 52,60        | 1.           | 3.           | 52,21    | 1.       | 1.       | 52,20    | 4.        |
| Kós Hubert                                                              | 200 m hát       | 1:56,71      | 3.           | 9.           | 1:54,63  | 2.       | 3.       | 1:53,19  | Aranyérem |
| Kós Hubert                                                              | 100 m pillangó  | visszalépett | visszalépett | visszalépett | kiesett  | kiesett  | kiesett  | kiesett  | kiesett   |
| Kós Hubert                                                              | 200 m vegyes    | 1:57,93      | 4.           | 4.           | 1:57,22  | 2.       | 5.       | 1:55,34  | Bronzérem |
| Kovács Benedek                                                          | 200 m hát       | 1:56,40      | 2.           | 4.           | 1:56,69  | 6.       | 14.      | kiesett  | kiesett   |
| Márton Richárd                                                          | 200 m pillangó  | 1:55,51      | 6.           | 11.          | 1:55,80  | 7.       | 14.      | kiesett  | kiesett   |
| Németh Nándor                                                           | 100 m gyors     | 48,07        | 3.           | 10.          | 47,72    | 2.       | 9.       | kiesett  | kiesett   |
| Rasovszky Kristóf                                                       | 400 m gyors     | 3:48,84      | 7.           | 21.          |          |          |          | kiesett  | kiesett   |
| Rasovszky Kristóf                                                       | 800 m gyors     | 8:05,09      | 9.           | 21.          |          |          |          | kiesett  | kiesett   |
| Sárkány Zalán                                                           | 400 m gyors     | 3:46,82      | 7.           | 13.          |          |          |          | kiesett  | kiesett   |
| Sárkány Zalán                                                           | 1500 m gyors    | 14:47,89     | 3.           | 7.           |          |          |          | 14:55,17 | 7.        |
| Szabó Szebasztián                                                       | 50 m gyors      | 21,83        | 2.           | 11.          | 21,84    | 8.       | 14.      | kiesett  | kiesett   |
| Szabó Szebasztián                                                       | 50 m pillangó   | 23:29        | 4.           | 17.          | kiesett  | kiesett  | kiesett  | kiesett  | kiesett   |
| Zombori Gábor                                                           | 200 m vegyes    | 1:59,51      | 5.           | 17.          | kiesett  | kiesett  | kiesett  | kiesett  | kiesett   |
| Zombori Gábor                                                           | 400 m vegyes    | 4:13,59      | 3.           | 4.           |          |          |          | 4:12,51  | 6.        |
| Németh Nándor Szabó Szebasztián Mészáros Dániel Jászó Ádám (Kós Hubert) | 4 × 100 m gyors | 3:12,71      | 4.           | 7.           |          |          |          | 3:12,75  | 6.        |

Női
| Versenyző                                                | Versenyszám      | Előfutam | Előfutam | Előfutam | Elődöntő | Elődöntő | Elődöntő | Döntő   | Döntő    |
| Versenyző                                                | Versenyszám      | Idő      | Hely.    | Össz.    | Idő      | Hely.    | Össz.    | Idő     | Helyezés |
| -------------------------------------------------------- | ---------------- | -------- | -------- | -------- | -------- | -------- | -------- | ------- | -------- |
| Ábrahám Minna                                            | 200 m gyors      | 1:57,65  | 5.       | 12.      | 1:56,70  | 4.       | 10.      | kiesett | kiesett  |
| Fábián Bettina                                           | 400 m gyors      | 4:14,31  | 9.       | 20.      |          |          |          | kiesett | kiesett  |
| Fángli Henrietta                                         | 50 m mell        | 30,67    | 6.       | 13.      | 30,81    | 8.       | 14.      | kiesett | kiesett  |
| Fángli Henrietta                                         | 100 m mell       | 1:07,08  | 4.       | 19.      | kiesett  | kiesett  | kiesett  | kiesett | kiesett  |
| Jackl Vivien                                             | 800 m gyors      | 8:43,29  | 10.      | 20.      |          |          |          | kiesett | kiesett  |
| Jackl Vivien                                             | 1500 m gyors     | 16:29,60 | 9.       | 17.      |          |          |          | kiesett | kiesett  |
| Jackl Vivien                                             | 400 m vegyes     | 4:43,02  | 6.       | 11.      |          |          |          | kiesett | kiesett  |
| Komoróczy Lora                                           | 50 m hát         | 28,57    | 8.       | 27.      | kiesett  | kiesett  | kiesett  | kiesett | kiesett  |
| Komoróczy Lora                                           | 100 m hát        | 1:01,80  | 9.       | 26.      | kiesett  | kiesett  | kiesett  | kiesett | kiesett  |
| Mihályvári-Farkas Viktória                               | 800 m gyors      | 8:46,46  | 9.       | 21.      |          |          |          | kiesett | kiesett  |
| Mihályvári-Farkas Viktória                               | 1500 m gyors     | 16:28,04 | 7.       | 15.      |          |          |          | kiesett | kiesett  |
| Mihályvári-Farkas Viktória                               | 400 m vegyes     | 4:49,50  | 8.       | 16.      |          |          |          | kiesett | kiesett  |
| Molnár Dóra                                              | 200 m hát        | 2:08,53  | 2.       | 2.       | 2:09,09  | 4.       | 8.       | 2:09,74 | 7.       |
| Pádár Nikolett                                           | 200 m gyors      | 1:58,62  | 5.       | 19.      | kiesett  | kiesett  | kiesett  | kiesett | kiesett  |
| Senánszky Petra                                          | 50 m gyors       | 24,89    | 5.       | 16.      | 24,87    | 8.       | 16.      | kiesett | kiesett  |
| Szabó-Feltóthy Eszter                                    | 200 m hát        | 2:12,08  | 5.       | 23.      | kiesett  | kiesett  | kiesett  | kiesett | kiesett  |
| Ábrahám Minna Senánszky Petra Ugrai Panna Pádár Nikolett | 4 × 100 m gyors  | 3:37:04  | 4.       | 8.       |          |          |          | 3:36,34 | 8.       |
| Pádár Nikolett Ugrai Panna Molnár Dóra Ábrahám Minna     | 4 × 200 m gyors  | 7:54,69  | 4.       | 4.       |          |          |          | 7:49,66 | 4.       |
| Molnár Dóra Fángli Henrietta Ugrai Panna Ábrahám Minna   | 4 × 100 m vegyes | 4:01,22  | 4.       | 12.      |          |          |          | kiesett | kiesett  |

Ugrai Panna 100 m pillangón kvalifikálta magát, de csak váltóban indult.
Pádár Nikolett 100 m gyorson nem indult.
Vegyes
| Versenyző                                             | Versenyszám      | Előfutam   | Előfutam   | Előfutam   | Elődöntő | Elődöntő | Elődöntő | Döntő   | Döntő    |
| Versenyző                                             | Versenyszám      | Idő        | Hely.      | Össz.      | Idő      | Hely.    | Össz.    | Idő     | Helyezés |
| ----------------------------------------------------- | ---------------- | ---------- | ---------- | ---------- | -------- | -------- | -------- | ------- | -------- |
| Németh Nándor Kós Hubert Pádár Nikolett Ábrahám Minna | 4 × 100 m gyors  | 3:24,96    | 5.         | 9.         |          |          |          | kiesett | kiesett  |
|                                                       | 4 × 100 m vegyes | nem indult | nem indult | nem indult |          |          |          | kiesett | kiesett  |

Fángli Henrietta pókcsípés miatt orvosi ellátásra szorult, ezért nem tudott a vegyes váltóban rajthoz állni. A váltó visszalépett.

## Nyílt vízi úszás
Férfi
| Versenyző         | Versenyszám     | Előfutam | Előfutam | Előfutam | Elődöntő | Elődöntő | Döntő     | Döntő     |
| Versenyző         | Versenyszám     | Idő      | Hely.    | Össz.    | Idő      | Hely.    | Idő       | Helyezés  |
| ----------------- | --------------- | -------- | -------- | -------- | -------- | -------- | --------- | --------- |
| Betlehem Dávid    | Kieséses sprint | 17:01,4  | 2.       | 3.       | 11:27,8  | 2.       | 5:47,7    | Ezüstérem |
| Betlehem Dávid    | 5 km            |          |          |          |          |          | 57:37,2   | 6.        |
| Betlehem Dávid    | 10 km           |          |          |          |          |          | 2:01:13,8 | 9.        |
| Rasovszky Kristóf | Kieséses sprint | 17:05,0  | 5.       | 8.       | 11:32,6  | 9.       | 6:06,0    | 6.        |
| Rasovszky Kristóf | 5 km            |          |          |          |          |          | 58:08,8   | 14.       |
| Rasovszky Kristóf | 10 km           |          |          |          |          |          | 2:03:05,5 | 13.       |

Női
| Versenyző                  | Versenyszám     | Előfutam | Előfutam | Előfutam | Elődöntő | Elődöntő | Döntő     | Döntő     |
| Versenyző                  | Versenyszám     | Idő      | Hely.    | Össz.    | Idő      | Hely.    | Idő       | Helyezés  |
| -------------------------- | --------------- | -------- | -------- | -------- | -------- | -------- | --------- | --------- |
| Mihályvári-Farkas Viktória | 5 km            |          |          |          |          |          | 1:02:39,4 | 7.        |
| Mihályvári-Farkas Viktória | 10 km           |          |          |          |          |          | 2:11:34,3 | 13.       |
| Fábián Bettina             | Kieséses sprint | 18:34,7  | 2.       | 18.      | 12:11,3  | 8.       | 6:23,1    | Bronzérem |
| Fábián Bettina             | 5 km            |          |          |          |          |          | 1:03:53,5 | 11.       |
| Juhász Janka               | Kieséses sprint | 18:56,4  | 17.      | 34.      | kiesett  | kiesett  | kiesett   | kiesett   |
| Juhász Janka               | 10 km           |          |          |          |          |          | 2:20:44,2 | 31.       |

Váltó
| Versenyző                                                                  | Versenyszám | Idő       | Helyezés  |
| -------------------------------------------------------------------------- | ----------- | --------- | --------- |
| Fábián Bettina Mihályvári-Farkas Viktória Betlehem Dávid Rasovszky Kristóf | Váltó       | 1:09:16,7 | Bronzérem |

## Szinkronúszás
| Versenyző | Versenyszám           | Selejtező | Selejtező | Döntő   | Döntő   |
| Versenyző | Versenyszám           | Pont      | Hely      | Pont    | Hely    |
| --- | --------------------- | --------- | --------- | ------- | ------- |
| Barbócz Blanka Taksonyi Blanka                                                                                             | Páros rövid program   | 238,2042  | 23.       | kiesett | kiesett |
| Barbócz Blanka Taksonyi Blanka                                                                                             | Páros szabad program  | 214,8972  | 18.       | kiesett | kiesett |
| Almádi Zsófia Barbócz Blanka Bastianelli Angelika Császik Nóra Duhonyi Léda Fehér Gréta Janku Titanilla Taksonyi Blanka    | Csapat szabad program | 222,8117  | 15.       | kiesett | kiesett |
| Barbócz Blanka Bastianelli Angelika Császik Nóra Fehér Gréta Janku Titanilla Kovács Dorka Márialigeti Réka Taksonyi Blanka | Csapat rövid program  | 217,8617  | 21.       | kiesett | kiesett |
| Almádi Zsófia Barbócz Blanka Boros Szonja Duhonyi Léda Fehér Gréta Janku Titanilla Márialigeti Réka Taksonyi Blanka        | Akrobatikus kűr       | 150,2713  | 20.       | kiesett | kiesett |

## Vízilabda
Férfi
Varga Zsolt, a magyar férfi vízilabda-válogatott szövetségi kapitánya 2025. július 1-jén hirdette ki a vb-keretet.
A magyar férfi vízilabda-válogatott kerete:
| Magyar férfi vízilabdacsapat-játékoskeret | Magyar férfi vízilabdacsapat-játékoskeret | Magyar férfi vízilabdacsapat-játékoskeret | Magyar férfi vízilabdacsapat-játékoskeret | Magyar férfi vízilabdacsapat-játékoskeret | Magyar férfi vízilabdacsapat-játékoskeret | Magyar férfi vízilabdacsapat-játékoskeret | Magyar férfi vízilabdacsapat-játékoskeret |
| #                                         | Név                                       | Poszt                                     | Klub                                      | Kor (2025. július 12. szerint)            | Vál.                                      |                                           |                                           |
| ----------------------------------------- | ----------------------------------------- | ----------------------------------------- | ----------------------------------------- | ----------------------------------------- | ----------------------------------------- | ----------------------------------------- | ----------------------------------------- |
| 01                                        | Csoma Kristóf                             | K                                         | Bp. Honvéd                                | 1992. január 26. (33 évesen)              | 012                                       |                                           |                                           |
| 02                                        | Angyal Dániel                             |                                           | CN Marseille                              | 1992. március 29. (33 évesen)             | 180                                       |                                           |                                           |
| 08                                        | Burián Gergely                            |                                           | CN Barceloneta                            | 1998. március 12. (27 évesen)             | 050                                       |                                           |                                           |
| 07                                        | Fekete Gergő                              |                                           | Ferencvárosi TC                           | 2000. június 24. (25 évesen)              | 065                                       |                                           |                                           |
| 11                                        | Jansik Szilárd                            |                                           | Ferencvárosi TC                           | 1994. április 6. (31 évesen)              | 114                                       |                                           |                                           |
| 09                                        | Kovács Péter                              |                                           | BVSC                                      | 1991. május 16. (34 évesen)               | 035                                       |                                           |                                           |
| 03                                        | Manhercz Krisztián                        |                                           | Ferencvárosi TC                           | 1997. február 6. (28 évesen)              | 221                                       |                                           |                                           |
| 04                                        | Molnár Erik                               |                                           | Ferencvárosi TC                           | 2003. június 24. (22 évesen)              | 048                                       |                                           |                                           |
| 06                                        | Nagy Ádám                                 |                                           | Ferencvárosi TC                           | 1998. május 19. (27 évesen)               | 104                                       |                                           |                                           |
| 15                                        | Nagy Ákos                                 |                                           | Ferencvárosi TC                           | 2004. április 15. (21 évesen)             | 015                                       |                                           |                                           |
| 05                                        | Vámos Márton                              |                                           | Ferencvárosi TC                           | 1992. június 24. (33 évesen)              | 291                                       |                                           |                                           |
| 10                                        | Vigvári Vendel                            |                                           | Ferencvárosi TC                           | 2001. szeptember 10. (23 évesen)          | 052                                       |                                           |                                           |
| 12                                        | Vigvári Vince                             |                                           | CN Barceloneta                            | 2003. június 23. (22 évesen)              | 040                                       |                                           |                                           |
| 14                                        | Vismeg Zsombor                            |                                           | Ferencvárosi TC                           | 2003. március 14. (22 évesen)             | 025                                       |                                           |                                           |
| 13                                        | Mizsei Márton                             | K                                         | Vasas                                     | 1999. november 1. (25 évesen)             | 04                                        |                                           |                                           |
| Szövetségi kapitány: Varga Zsolt          |                                           |                                           |                                           |                                           |                                           |                                           |                                           |

Csoportkör
B csoport
| Hely. | Csapat        | M | Gy | BGy | BV | V | G+ | G– | Gk  | P | Továbbjutás                   |
| ----- | ------------- | - | -- | --- | -- | - | -- | -- | --- | - | ----------------------------- |
| 1.    | Spanyolország | 3 | 3  | 0   | 0  | 0 | 42 | 32 | +10 | 9 | Továbbjutott a negyeddöntőbe  |
| 2.    | Magyarország  | 3 | 2  | 0   | 0  | 1 | 50 | 34 | +16 | 6 | Továbbjutott a nyolcaddöntőbe |
| 3.    | Japán         | 3 | 1  | 0   | 0  | 2 | 46 | 56 | −10 | 3 | Továbbjutott a nyolcaddöntőbe |
| 4.    | Ausztrália    | 3 | 0  | 0   | 0  | 3 | 24 | 40 | −16 | 0 | A 13–16. helyért              |

| 2025. július 12. 17:35 (11:35) | Magyarország         | 18–6        | Ausztrália  | OCBC Aquatic Centre, Szingapúr Játékvezetők: Andrej Franulović (CRO), Boris Margeta (SLO) |
| 2025. július 12. 17:35 (11:35) | (5–1, 4–0, 3–2, 6–3) |             |             | OCBC Aquatic Centre, Szingapúr Játékvezetők: Andrej Franulović (CRO), Boris Margeta (SLO) |
| 2025. július 12. 17:35 (11:35) | Vámos 3              | Jegyzőkönyv | Grgurevic 3 | OCBC Aquatic Centre, Szingapúr Játékvezetők: Andrej Franulović (CRO), Boris Margeta (SLO) |

| 2025. július 14. 13:45 (7:45) | Japán                | 18–23       | Magyarország | OCBC Aquatic Centre, Szingapúr Játékvezetők: Georgios Stavridis (GRE), Germán Moller (ARG) |
| 2025. július 14. 13:45 (7:45) | (5–5, 3–5, 3–5, 7–8) |             |              | OCBC Aquatic Centre, Szingapúr Játékvezetők: Georgios Stavridis (GRE), Germán Moller (ARG) |
| 2025. július 14. 13:45 (7:45) | Adachi, Watanabe 4   | Jegyzőkönyv | Vismeg 4     | OCBC Aquatic Centre, Szingapúr Játékvezetők: Georgios Stavridis (GRE), Germán Moller (ARG) |

| 2025. július 16. 20:45 (14:45) | Spanyolország        | 10–9        | Magyarország      | OCBC Aquatic Centre, Szingapúr Játékvezetők: Andrej Franulović (CRO), Zhang Liang (CHN) |
| 2025. július 16. 20:45 (14:45) | (2–2, 1–3, 2–3, 5–1) |             |                   | OCBC Aquatic Centre, Szingapúr Játékvezetők: Andrej Franulović (CRO), Zhang Liang (CHN) |
| 2025. július 16. 20:45 (14:45) | Granados 4           | Jegyzőkönyv | Angyal, Vigvári 2 | OCBC Aquatic Centre, Szingapúr Játékvezetők: Andrej Franulović (CRO), Zhang Liang (CHN) |

Nyolcaddöntő
| 2025. július 18. 17:35 (11:35) | Románia              | 11–15       | Magyarország | OCBC Aquatic Centre, Szingapúr Játékvezetők: Germán Moller (ARG), Georgios Stavridis (GRE) |
| 2025. július 18. 17:35 (11:35) | (3–6, 3–2, 3–3, 2–4) |             |              | OCBC Aquatic Centre, Szingapúr Játékvezetők: Germán Moller (ARG), Georgios Stavridis (GRE) |
| 2025. július 18. 17:35 (11:35) | Georgescu 4          | Jegyzőkönyv | Burián 3     | OCBC Aquatic Centre, Szingapúr Játékvezetők: Germán Moller (ARG), Georgios Stavridis (GRE) |

Negyeddöntő
| 2025. július 20. 20:45 (14:45) | Horvátország         | 12–18       | Magyarország | OCBC Aquatic Centre, Szingapúr Játékvezetők: Michiel Zwart (NED), David Gómez (ESP) |
| 2025. július 20. 20:45 (14:45) | (6–6, 1–5, 2–2, 3–5) |             |              | OCBC Aquatic Centre, Szingapúr Játékvezetők: Michiel Zwart (NED), David Gómez (ESP) |
| 2025. július 20. 20:45 (14:45) | Butić 4              | Jegyzőkönyv | Manhercz 4   | OCBC Aquatic Centre, Szingapúr Játékvezetők: Michiel Zwart (NED), David Gómez (ESP) |

Elődöntő
| 2025. július 22. 21:35 (15:35) | Szerbia              | 18–19       | Magyarország       | OCBC Aquatic Centre, Szingapúr Játékvezetők: Andrej Franulović (CRO), Boris Margeta (SLO) |
| 2025. július 22. 21:35 (15:35) | (3−6, 5−2, 4−8, 6−3) |             |                    | OCBC Aquatic Centre, Szingapúr Játékvezetők: Andrej Franulović (CRO), Boris Margeta (SLO) |
| 2025. július 22. 21:35 (15:35) | Mandić 6             | Jegyzőkönyv | Fekete, Manhercz 4 | OCBC Aquatic Centre, Szingapúr Játékvezetők: Andrej Franulović (CRO), Boris Margeta (SLO) |

Döntő
| 2025. július 24. 21:35 (15:35) | Spanyolország        | 15–13       | Magyarország | OCBC Aquatic Centre, Szingapúr Játékvezetők: Georgios Stavridis (GRE), Boris Margeta (SLO) |
| 2025. július 24. 21:35 (15:35) | (5–5, 2–1, 2–4, 6–3) |             |              | OCBC Aquatic Centre, Szingapúr Játékvezetők: Georgios Stavridis (GRE), Boris Margeta (SLO) |
| 2025. július 24. 21:35 (15:35) | Sanahuja, Granados 5 | Jegyzőkönyv | Burián 3     | OCBC Aquatic Centre, Szingapúr Játékvezetők: Georgios Stavridis (GRE), Boris Margeta (SLO) |

| Csapat       | Helyezés  |
| ------------ | --------- |
| Magyarország | Ezüstérem |

Női
Cseh Sándor, a magyar női vízilabda-válogatott szövetségi kapitánya 2025. július 1-jén hirdette ki a vb-keretet.
A magyar női vízilabda-válogatott kerete:
| Magyar női vízilabdacsapat-játékoskeret | Magyar női vízilabdacsapat-játékoskeret | Magyar női vízilabdacsapat-játékoskeret | Magyar női vízilabdacsapat-játékoskeret | Magyar női vízilabdacsapat-játékoskeret | Magyar női vízilabdacsapat-játékoskeret | Magyar női vízilabdacsapat-játékoskeret | Magyar női vízilabdacsapat-játékoskeret |
|                                         | Név                                     | Poszt                                   | Klub                                    | Kor (2025. július 11. szerint)          | Vál.                                    |                                         |                                         |
| --------------------------------------- | --------------------------------------- | --------------------------------------- | --------------------------------------- | --------------------------------------- | --------------------------------------- | --------------------------------------- | --------------------------------------- |
| 01                                      | Neszmély Boglárka                       | K                                       | Ferencvárosi TC                         | 2003. augusztus 27. (21 évesen)         | 041                                     |                                         |                                         |
| 07                                      | Dömsödi Dalma                           |                                         | BVSC                                    | 2003. január 26. (22 évesen)            | 024                                     |                                         |                                         |
| 11                                      | Faragó Kamilla                          |                                         | UVSE                                    | 2000. november 22. (24 évesen)          | 081                                     |                                         |                                         |
| 12                                      | Garda Krisztina                         |                                         | Dunaújvárosi Főiskola VE                | 1994. július 16. (30 évesen)            | 219                                     |                                         |                                         |
| 15                                      | Hajdú Kata                              |                                         | UVSE                                    | 2006. március 27. (19 évesen)           | 033                                     |                                         |                                         |
| 08                                      | Keszthelyi Rita                         |                                         | CN Sabadell                             | 1991. december 10. (33 évesen)          | 364                                     |                                         |                                         |
| 09                                      | Leimeter Dóra                           |                                         | Ferencvárosi TC                         | 1996. május 8. (29 évesen)              | 171                                     |                                         |                                         |
| 05                                      | Peresztegi Nagy Kinga                   |                                         | UVSE                                    | 2001. október 11. (23 évesen)           | 027                                     |                                         |                                         |
| 10                                      | Rybanska Natasa                         |                                         | Álimosz                                 | 2000. április 10. (25 évesen)           | 133                                     |                                         |                                         |
| 06                                      | Sümegi Nóra                             |                                         | Dunaújvárosi Főiskola VE                | 2003. július 2. (22 évesen)             | 010                                     |                                         |                                         |
| 02                                      | Szilágyi Dorottya                       |                                         | Egri VK                                 | 1996. november 10. (28 évesen)          | 192                                     |                                         |                                         |
| 14                                      | Tiba Panna                              |                                         | UVSE                                    | 2007. május 22. (18 évesen)             | 023                                     |                                         |                                         |
| 03                                      | Vályi Vanda                             |                                         | Ferencvárosi TC                         | 1999. augusztus 13. (25 évesen)         | 150                                     |                                         |                                         |
| 04                                      | Varró Eszter                            |                                         | UCLA                                    | 2006. február 20. (19 évesen)           | 012                                     |                                         |                                         |
| 13                                      | Torma Luca                              | K                                       | Egri VK                                 | 2006. november 21. (18 évesen)          | 07                                      |                                         |                                         |
| Szövetségi kapitány: Cseh Sándor        |                                         |                                         |                                         |                                         |                                         |                                         |                                         |

Csoportkör
C csoport
| Hely. | Csapat       | M | Gy | BGy | BV | V | G+ | G– | Gk  | P | Továbbjutás                   |
| ----- | ------------ | - | -- | --- | -- | - | -- | -- | --- | - | ----------------------------- |
| 1.    | Magyarország | 3 | 3  | 0   | 0  | 0 | 65 | 28 | +37 | 9 | Továbbjutott a negyeddöntőbe  |
| 2.    | Görögország  | 3 | 2  | 0   | 0  | 1 | 65 | 32 | +33 | 6 | Továbbjutott a nyolcaddöntőbe |
| 3.    | Japán        | 3 | 1  | 0   | 0  | 2 | 53 | 70 | −17 | 3 | Továbbjutott a nyolcaddöntőbe |
| 4.    | Horvátország | 3 | 0  | 0   | 0  | 3 | 25 | 78 | −53 | 0 | A 13–16. helyért              |

| 2025. július 11. 20:45 (14:45) | Görögország          | 9–10        | Magyarország | OCBC Aquatic Centre, Szingapúr Játékvezetők: Jennifer McCall (USA), Frank Ohme (GER) |
| 2025. július 11. 20:45 (14:45) | (2–1, 3–3, 0–4, 4–2) |             |              | OCBC Aquatic Centre, Szingapúr Játékvezetők: Jennifer McCall (USA), Frank Ohme (GER) |
| 2025. július 11. 20:45 (14:45) | Tricha 6             | Jegyzőkönyv | Rybanska 3   | OCBC Aquatic Centre, Szingapúr Játékvezetők: Jennifer McCall (USA), Frank Ohme (GER) |

| 2025. július 13. 10:35 (4:35) | Magyarország         | 33–13       | Japán   | OCBC Aquatic Centre, Szingapúr Játékvezetők: German Moller (ARG), Megan Perry (NZL) |
| 2025. július 13. 10:35 (4:35) | (8–3, 8–2, 9–3, 8–5) |             |         | OCBC Aquatic Centre, Szingapúr Játékvezetők: German Moller (ARG), Megan Perry (NZL) |
| 2025. július 13. 10:35 (4:35) | Rybanska, Vályi 6    | Jegyzőkönyv | Arima 4 | OCBC Aquatic Centre, Szingapúr Játékvezetők: German Moller (ARG), Megan Perry (NZL) |

| 2025. július 15. 20:45 (14:45) | Horvátország         | 6–22        | Magyarország        | OCBC Aquatic Centre, Szingapúr Játékvezetők: Fiona Haigh (AUS), Frank Ohme (GER) |
| 2025. július 15. 20:45 (14:45) | (2–9, 2–5, 1–5, 1–3) |             |                     | OCBC Aquatic Centre, Szingapúr Játékvezetők: Fiona Haigh (AUS), Frank Ohme (GER) |
| 2025. július 15. 20:45 (14:45) | Rožić 4              | Jegyzőkönyv | Garda, Keszthelyi 4 | OCBC Aquatic Centre, Szingapúr Játékvezetők: Fiona Haigh (AUS), Frank Ohme (GER) |

Negyeddöntő
| 2025. július 19. 19:10 (13:10) | Magyarország         | 12–9        | Olaszország | OCBC Aquatic Centre, Szingapúr Játékvezetők: Jennifer McCall (USA), Boris Margeta (SLO) |
| 2025. július 19. 19:10 (13:10) | (3–3, 3–2, 4–2, 2–2) |             |             | OCBC Aquatic Centre, Szingapúr Játékvezetők: Jennifer McCall (USA), Boris Margeta (SLO) |
| 2025. július 19. 19:10 (13:10) | Keszthelyi 4         | Jegyzőkönyv | Ranalli 4   | OCBC Aquatic Centre, Szingapúr Játékvezetők: Jennifer McCall (USA), Boris Margeta (SLO) |

Elődöntő
| 2025. július 21. 21:35 (15:35) | Magyarország           | 15–9        | Spanyolország | OCBC Aquatic Centre, Szingapúr Játékvezetők: Alessia Ferrari (ITA), Andrej Franulović (CRO) |
| 2025. július 21. 21:35 (15:35) | (6–2, 5–2, 3–2, 1–3)   |             |               | OCBC Aquatic Centre, Szingapúr Játékvezetők: Alessia Ferrari (ITA), Andrej Franulović (CRO) |
| 2025. július 21. 21:35 (15:35) | Keszthelyi, Szilágyi 3 | Jegyzőkönyv | Ruiz 3        | OCBC Aquatic Centre, Szingapúr Játékvezetők: Alessia Ferrari (ITA), Andrej Franulović (CRO) |

Döntő
| 2025. július 23. 21:35 (15:35) | Görögország          | 12–9        | Magyarország  | OCBC Aquatic Centre, Szingapúr Játékvezetők: Alessia Ferrari (ITA), Marta Cabanas (ESP) |
| 2025. július 23. 21:35 (15:35) | (3–1, 5–3, 2–2, 2–3) |             |               | OCBC Aquatic Centre, Szingapúr Játékvezetők: Alessia Ferrari (ITA), Marta Cabanas (ESP) |
| 2025. július 23. 21:35 (15:35) | Tricha, Xenaki 3     | Jegyzőkönyv | Tiba, Hajdú 2 | OCBC Aquatic Centre, Szingapúr Játékvezetők: Alessia Ferrari (ITA), Marta Cabanas (ESP) |

| Csapat       | Helyezés  |
| ------------ | --------- |
| Magyarország | Ezüstérem |